# San Miguel County, Colorado
San Miguel County är ett administrativt område i delstaten Colorado, USA, med 7 359 invånare. Den administrativa huvudorten (county seat) är Telluride.

## Geografi
Enligt United States Census Bureau har countyt en total area på 3 337 km². 3 332 km² av den arean är land och 5 km² är vatten.

### Angränsande countyn
- Montrose County, Colorado - nord
- Ouray County, Colorado - öst
- San Juan County, Colorado - sydöst
- Dolores County, Colorado - syd
- San Juan County, Utah - väst